# قناة صفراوية داخل الكبد
قناة صفراء داخل الكبد هي أي قناة تقوم بنقل إفرازات الصفراء المنتج في الكبد. ويمكن تقسيمها إلى أجزاء التالية:
1. القنوات الفصية (القنوات الكبدية اليمنى واليسرى): ظهارة أسطوانية مطبقة.
2. القنوات بين الفصوص (بين القنوات الكبدية الرئيسية والقنوات بين الفصيصات): ظهارة أسطوانية مطبقة كاذبة.
3. القنيات الصفراوية بين الفصيصات (بين القنوات بين الفصوص والفصيصات): ظهارة أسطوانية بسيطة.
4. القنوات الصفراوية داخل الفصيصات (الشعيرات الصفراوية أو قنوات هيرينغ): ظهارة مكعبة بسيطة.
5. القنيات الصفراوية: قنيتان نصفيتان تشكلهما الخلايا الكبدية المواجهة للحيز المحيط بالجيبانيات.

## المصدر
1. ↑  Standring S، Borley NR، المحررون (2008). Gray's anatomy : the anatomical basis of clinical practice. Brown JL, Moore LA (ط. 40th). London: Churchill Livingstone. ص. 1163, 1177, 1185–6. ISBN:978-0-8089-2371-8.
2. ↑  Roderick N. M. MacSween؛ Alastair D. Burt؛ Bernard Portmann (2007). MacSween's pathology of the liver. Elsevier Health Sciences. ص. 518–. ISBN:978-0-443-10012-3. مؤرشف من الأصل في 2020-03-15. اطلع عليه بتاريخ 2010-06-27. {{استشهاد بكتاب}}: الوسيط author-name-list parameters تكرر أكثر من مرة (مساعدة)